# Manuel Carneiro da Silva
Manuel Carneiro da Silva, segundo barão e primeiro visconde de Ururaí, (Quissamã, 19 de abril de 1833 – Quissamã, 18 de setembro de 1917), foi um fidalgo, fazendeiro, senhor de engenho e empresário brasileiro da região norte fluminense.

## Biografia
Filho de José Carneiro da Silva, primeiro barão de Araruama e visconde de Araruama, e de Francisca Antônia Ribeiro de Castro, filha do  primeiro barão de Santa Rita. Irmão de Bento Carneiro da Silva, segundo barão, visconde e conde de Araruama; de João Caetano Carneiro da Silva, barão e visconde de Quissamã; e de João José Carneiro da Silva, barão de Monte Cedro. Cunhado de Inácio Francisco Silveira da Mota, barão de Vila Franca e do conselheiro João de Almeida Pereira Filho.
Casou-se em com Ana do Loreto Carneiro Viana de Lima, filha caçula do duque de Caxias. Tiveram seis filhos, dentre eles Mariana do Loreto de Lima Carneiro da Silva, que se casou com seu primo, Francisco Nicolau de Lima Nogueira da Gama, filho dos barões de Santa Monica.
Para sua residência, ergueu em 1867 um luxuoso solar na Fazenda Machadinha, em Quissamã (RJ), projeto do arquiteto alemão Antonio Becher, com mobiliário comprado, em Paris, por seu cunhado, o Barão de Villa Franca, assim como o monumental serviço em porcelana da renomada manufatura "F. Dommartin", monogramado, com barrado ondulado em azul e motivos de frutas, flores, pássaros, efígies e cenas clássicas, além dos cristais de Baccarat e do faqueiro Christofle, criando um ambiente de luxo e apurado bom gosto. O Solar da Machadinha hospedou os duques de Caxias em diversas ocasiões. Ali faleceu, em 1902, a Baronesa de Santa Mônica, Luisa do Loreto Viana de Lima Nogueira da Gama, primogênita de Caxias.
Recebeu os títulos de barão de Ururaí e, em 1888, de visconde de Ururaí. O título de barão de Ururaí foi concedido anteriormente ao seu tio paterno, João Carneiro da Silva. Faz referência ao rio Ururaí que é a principal fonte de água doce da lagoa Feia.
Foi moço fidalgo e Fidalgo Cavaleiro da Casa Imperial, cavaleiro da Imperial Ordem de Cristo e tenente-coronel da Guarda Nacional.
Membro-fundador do Instituto Fluminense de Agricultura.
Foi um dos fundadores da companhia Engenho Central de Quissamã, da qual foi presidente durante vinte e seis anos. 